# أبو ذباب المذحجي
الصحابي الجليل أبو ذُبَاب المذحجي ينسب إلى سعد العشيرة بن مذحج ــ قال أبو عمر: له في إسلامه خبر ظريف حسن، وكان شاعرًا.
وهو والد عبد الله بن أبي ذباب. وذكره أَبُو مُوسَى في «الذَّيْلِ»؛ فقال: ذكره الحسن بن أحمد السمرقندي في الصحابة، وقال: أبو ذباب السعدي لم يَزِد. وأورد أبو موسى من طريق عمارة بن زيد حدثني بكر بن خارجة، حدثني أبي، عن عاصم بن عمر بن قتادة، عن عبد الله بن أبي ذباب، عن أبيه؛ قال: كنت امرأً مولَعًا بالصيد... فذكر قصة إلى أن قال: وفدتُ على النبي صَلَّى الله عليه وسلم فأتيته يوم جمعة، فكنت أستقبل منبره فصعد يخطب، فقال: ــ بعد أنْ حمد الله وأثنى عليه: «إنِّي لَرَسُولُ اللهِ إِلَيْكُمْ بِالآيَاتِ البَيِّنَاتِ، وَإِنَّ أَسْفَلَ مِنْبَرِي هَذَا لَرَجُلٌ مِنْ سَعْدِ العشيرةِ قَدِمَ يُريدُ الإِسْلَامَ، وَلَمْ أَرَهُ قَط، وَلَمْ يَرَنِي إِلَّا فِي سَاعَتِي هَذِهِ، وَسَيُحَدِّثُكُمْ بَعْدَ أَنْ أُصَلِّي عَجَبًا». قال: فصلى وقد مُليت منه عجبًا، فلما صلى قال لي: «ادْنُ يَا أَخَا سَعْدِ العَشِيرَةِ، حَدِّثْنَا خَبَرَكَ وَخَبَر صَافِي وقِرّاط»، يعني كَلْبَه وصَنَمه. قال: فقمتُ على قدمي فحدثته حديثي حتى أتيتُ على آخره، فرأيت وَجْهَ رسول الله صَلَّى الله عليه وسلم كأنه للسرور مُذهب، فدعاني إلى الإسلام وقرأ عليّ القرآن فأسلمت... الحديث (*). وكذا أخرجه أَبُو سَعْدٍ النَّيْسَابُورِيُّ في «شَرَفِ المُصْطَفَى» مطوّلًا، وفي آخره: ثم استأذنته في القدوم على قومي، فأتيتُهم ورغَّبْتُهم في الإسلام فأسلموا، فأتيتُ بهم النبيَّ صَلَّى الله عليه وسلم؛ وفي ذلك أقول:
تبعت رَسُولَ اللهِ إِذْ جَاءَ بالهدى ** وَخَلَّفْتُ قَــرَّاطًا بِدار هوانِ
فمن مُبْلِِغٌ سعد العشيرة أنني ** شريت الَّذِي يبقى بما هو فانِ